# HMS Royal Sovereign (05)
HMS Royal Sovereign (05) là một thiết giáp hạm thuộc lớp Revenge của Hải quân Hoàng gia Anh Quốc. Nó được hoàn tất quá trễ không kịp tham gia trận Jutland của Chiến tranh Thế giới thứ nhất, và trong Chiến tranh Thế giới thứ hai chỉ đóng những vai trò phụ trước khi được cho Liên Xô mượn vào năm 1944, nhưng cũng hầu như không hoạt động cho đến khi được trao trả cho Anh Quốc vào năm 1949 và bị tháo dỡ.

## Thiết kế và chế tạo
Lớp Revenge vốn bao gồm Royal Sovereign được đặt hàng vào năm 1913-1914, được dự định là một phiên bản đốt than rẻ tiền hơn, nhỏ hơn và chậm hơn so với lớp Queen Elizabeth thế hệ siêu-Dreadnought đốt dầu trước đó.

## Lịch sử hoạt động
Royal Sovereign được hạ thủy vào tháng 5 năm 1915, nhưng công việc hoàn tất nó bị kéo dài và nó đã không được đưa vào hoạt động trước trận Jutland của Chiến tranh Thế giới thứ nhất.
Khi Chiến tranh Thế giới thứ hai khởi sự vào tháng 9 năm 1939, Royal Sovereign đang được bố trí cùng Hạm đội Nhà Anh Quốc. Đến giữa năm 1940, nó được chuyển sang Hạm đội Địa Trung Hải, nơi nó đã có mặt trong trận Calabria ngày 18 tháng 7, nhưng tốc độ chậm của nó đã ngăn trở Đô đốc Andrew Cunningham không thể ép các thiết giáp hạm Ý Giulio Cesare và Conte di Cavour vào một trận chiến quyết định.
Nó tiến hành hộ tống các đoàn tàu vận tải Đại Tây Dương trong những năm 1940-1941. Đến tháng 10 năm 1942, Royal Sovereign được bố trí một thời gian ngắn cùng Hạm đội Viễn Đông. Thoạt tiên được đặt căn cứ tại Trincomalee, Ceylon, nó cùng với các thiết giáp hạm cũ của hạm đội Ramillies, Resolution và Revenge được cho rút lui về Kilindini thuộc Kenya. Những chiếc tàu chiến này được xem là quá lạc hậu để có thể thách thức các tàu chiến của Hải quân Nhật Bản hay chịu các nguy cơ từ không lực hải quân. Trong những năm 1942–1943, Royal Sovereign trải qua một đợt tái trang bị tại Hoa Kỳ.

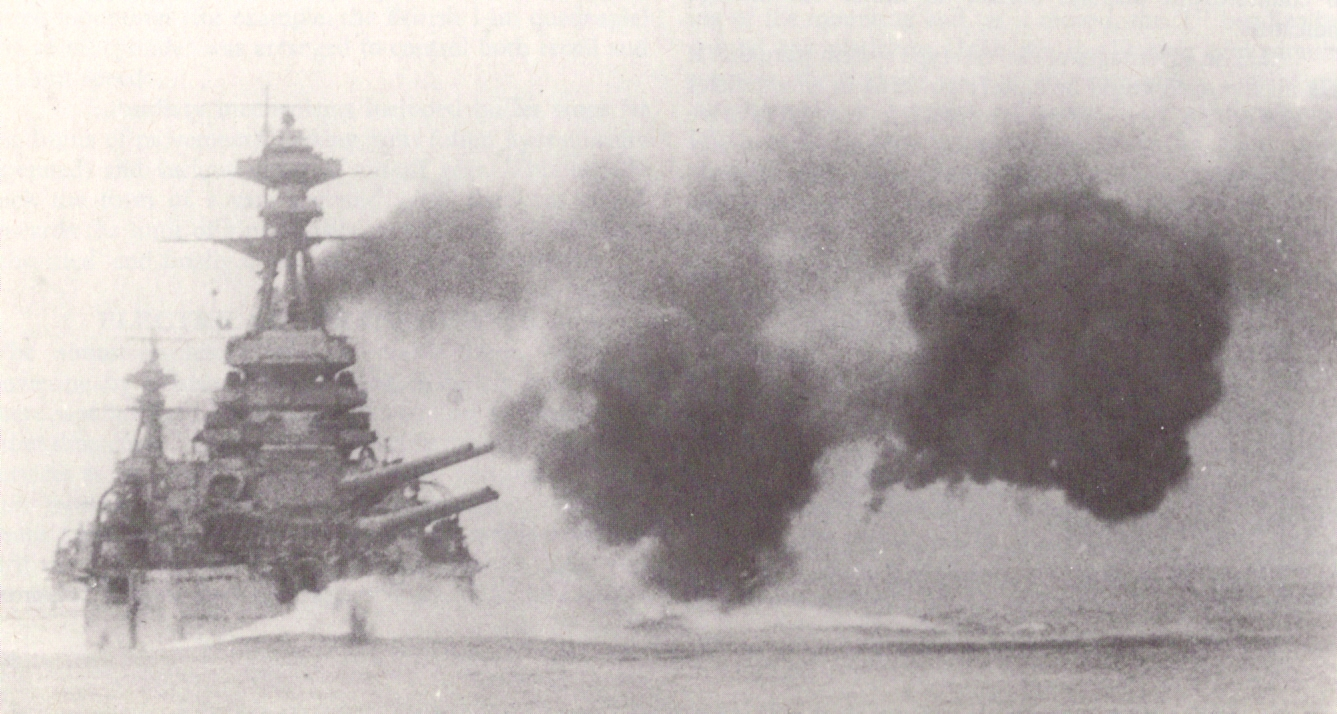
Royal Sovereign đang bắn các khẩu pháo 380 mm (15 inch) của nó trong một cuộc thực tập tác xạ vào cuối Thế Chiến I.

Vào tháng 5 năm 1944 Royal Sovereign được chuyển cho Hải quân Liên Xô mượn dưới tên gọi Arkhangelsk để thay thế cho khoản bồi thường chiến tranh từ Ý. Một thủy thủ đoàn Xô Viết tiếp nhận Arkhangelsk vào ngày 30 tháng 5 năm 1944 và nó lên đường cùng với đoàn tàu vận tải JW.59 vào ngày 24 tháng 8 năm 1944. Arkhangelsk hầu như không hoạt động trong vùng biển Bắc Cực cho đến hết chiến tranh và nó được hoàn trả cho Hải quân Hoàng gia vào ngày 4 tháng 2 năm 1949. Nó đi đến Inverkeithing vào ngày 18 tháng 5 năm 1949 để được tháo dỡ.
Một phần của cơ cấu dẫn động tháp pháo của nó sau đó được sử dụng cho kính thiên văn vô tuyến "Lovell Mark I" đường kính 76,2 m (250 ft) tại Jodrell Bank thuộc Cheshire, được chế tạo trong những năm 1955-1957.